# N. Monroe Marshall
Nathaniel Monroe Marshall (* 13. Juni 1854 in Schuyler Falls, New York; † 16. Februar 1935 in Malone, New York) war ein US-amerikanischer Bankier und Politiker (Republikanische Partei). Er war von 1921 bis 1923 Treasurer of State von New York.

## Leben
Nathaniel Monroe Marshall, Sohn von Ann L. Hackstaff und Nathaniel Marshall, wurde 1854 im Clinton County geboren. Seine Jugendjahre waren vom Bürgerkrieg überschattet. 1874 wurde er Telegraphist und Station Agent der Chateaugay Railroad in Plattsburgh (New York). Später zog er nach Bellmont (New York), wo er als Buchhalter für die Chateaugay Ore and Iron Company tätig war. Am 15. Mai 1877 heiratete er Lucy Ann Bellows († 1920). Das Paar hatte zwei Töchter und einen Sohn.
1885 wurde er Supervisor in der Town Bellmont. Im selben Jahr wählte man ihn zum County Clerk im Franklin County – ein Posten, den er zwei Amtszeiten lang innehatte. Danach war er bis 1895 als Schadensregulierer für die Fidelity and Casualty Company tätig, als er Vizepräsident der Farmers National Bank of Malone wurde. 1896 wechselte er zu der Peoples National Bank (später Peoples Trust Company) in Malone. Dort war er bis 1898 Vizepräsident, dann bis 1930 Präsident und zuletzt bis zu seinem Tod Vorsitzender des Vorstandes.
Marshall saß von 1915 bis 1920 für den 34. Bezirk im Senat von New York (138. bis 143. New York State Legislature). Er wurde 1920 zum Treasurer of State von New York gewählt. Bei seiner Wiederwahlkandidatur im Jahr 1922 erlitt er eine Niederlage gegenüber dem Demokraten George K. Shuler. Marshall nahm 1928 als Delegierter an der Republican National Convention teil.